# Дейвис, Саймон (футболист, 1974)
Са́ймон А́йтел Де́йвис (англ. Simon Ithel Davies; 23 апреля 1974) — валлийский футболист и футбольный тренер. С 2023 года является директором футбольной академии клуба «Тоттенхэм Хотспур».
Воспитанник футбольной академии «Манчестер Юнайтед», один из «птенцов Ферги». Помимо «Манчестер Юнайтед» выступал за английские клубы «Эксетер Сити», «Хаддерсфилд Таун», «Лутон Таун», «Маклсфилд Таун» и «Рочдейл». В начале 2000-х годов играл за валлийские клубы «Бангор Сити», «Тотал Нетворк Солюшнз», "Рил и «Эйрбас Юкей». Провёл один матч за национальную сборную Уэльса.
После завершения игровой карьеры занялся тренерской работой. Был тренером юношеской, а затем и главной команды клуба «Честер Сити», тренером молодёжных команд «Манчестер Сити», членом тренерского штаба и главным тренером бельгийского клуба «Андерлехт», а также директором академии клуба «Тоттенхэм Хотспур».

## Карьера игрока
В июле 1990 года присоединился к футбольной академии «Манчестер Юнайтед». В 1992 году помог команде выиграть Молодёжный кубок Англии, обыграв в финальном матче «Кристал Пэлас». В той команде, помимо Каспера, сыграли будущие легенды «Манчестер Юнайтед» — Гари Невилл, Ники Батт, Дэвид Бекхэм, Райан Гиггз. В июле 1992 года подписал свой первый профессиональный контракт с «Манчестер Юнайтед». 21 сентября 1994 года дебютировал в основном составе «Манчестер Юнайтед» в матче Кубка Футбольной лиги против клуба «Порт Вейл» на стадионе «Вейл Парк». 7 декабря 1994 года забил свой первый (и единственный) гол за «Юнайтед», открыв счёт в матче Лиги чемпионов против «Галатасарая». В сезоне 1993/94 отправлялся в аренду в «Эксетер Сити», в 1996 году — в «Хаддерсфилд Таун». С 1994 по 1996 год провёл в основном составе «Манчестер Юнайтед» 20 матчей.
24 апреля 1996 года провёл матч за национальную сборную Уэльса, выйдя на замену в игре против сборной Швейцарии.
В августе 1997 года покинул «Манчестер Юнайтед», перейдя в «Лутон Таун» за 150 тысяч фунтов. В составе «шляпников» провёл только один сезон, после чего перешёл в «Маклсфилд Таун». С 2000 по 2001 год был игроком «Рочдейла».
В 2001 году стал игроком валлийского клуба «Бангор Сити», став первым трансфером нового тренера команды Питера Дэвенпорта. По итогам сезона 2002/03 был признан лучшим игроком валлийской Премьер-лиги. В дальнейшем выступал за валлийские клубы «Тотал Нетворк Солюшнз», «Рил» и «Эйрбас Юкей».

## Тренерская карьера
В 2006 году вошёл в тренерский штаб английского клуба «Честер Сити», где тренировал юношеские команды. В апреле 2007 года был назначен исполняющим обязанности главного тренера клуба после отставки Марка Райта. Вскоре клуб возглавил Бобби Уильямсон, а Дейвис вернулся к работе с юношеской командой. 2 марта 2008 года Дейвис вновь был назначен исполняющим обязанности главного тренера клуба после увольнения Уильямсона. 11 марта 2008 года он был утверждён в роли главного тренера клуба до конца сезона. По итогам сезона 2007/08 «Честеру» удалось избежать выбывания в Футбольную конференцию, заняв 22-е место в Лиге 2. После неудачного начала сезона 2008/09 Дейвис был уволен с поста главного тренера «Честер Сити» 10 ноября 2008 года. Месяц спустя клуб объявил, что Саймон Дейвис возвращается в «Честер Сити» в роли главного тренера юношеской команды.
В 2010 году присоединился к футбольной академии «Манчестер Сити» в качестве тренера. С 2013 по 2015 год был ассистентом главного тренера команды «Манчестер Сити» до 23 лет Патрика Виейра. В январе 2016 года сменил Виейра на посту главного тренера молодёжной команды «Сити». В 2018 году покинул этот пост, став главой тренировочного отдела академии «Манчестер Сити», специализируясь на более молодых возрастных группах.
В июле 2019 года присоеднился к Венсану Компани в тренерском штабе бельгийского клуба «Андерлехт». 22 августа 2019 года был назначен главным тренером «Андерлехта». 3 октября того же года покинул пост главного тренера, став ассистентом Франка Веркаутерена.
12 августа 2022 года Саймон Дейвис был назначен главой отдела тренерской методологии в академии клуба «Тоттенхэм Хотспур». 20 июня 2023 года был утверждён в роли директора футбольной академии «Тоттенхэм Хотспур».

## Статистика выступлений
| Клуб                      | Сезон            | Лига | Лига | Кубок | Кубок | Кубок лиги | Кубок лиги | Еврокубки | Еврокубки | Прочие | Прочие | Итого | Итого |
| Клуб                      | Сезон            | Игры | Голы | Игры  | Голы  | Игры       | Голы       | Игры      | Голы      | Игры   | Голы   | Игры  | Голы  |
| ------------------------- | ---------------- | ---- | ---- | ----- | ----- | ---------- | ---------- | --------- | --------- | ------ | ------ | ----- | ----- |
| Манчестер Юнайтед         | 1994/95          | 5    | 0    | 0     | 0     | 3          | 0          | 2         | 1         | 0      | 0      | 10    | 1     |
| Манчестер Юнайтед         | 1995/96          | 6    | 0    | 0     | 0     | 1          | 0          | 1         | 0         | 0      | 0      | 8     | 0     |
| Манчестер Юнайтед         | 1996/97          | 0    | 0    | 0     | 0     | 2          | 0          | 0         | 0         | 0      | 0      | 2     | 0     |
| Манчестер Юнайтед         | Итого            | 11   | 0    | 0     | 0     | 6          | 0          | 3         | 1         | 0      | 0      | 20    | 1     |
| Эксетер Сити (аренда)     | 1993/94          | 6    | 1    | 1     | 0     | 0          | 0          | —         | —         | —      | —      | 7     | 1     |
| Эксетер Сити (аренда)     | Итого            | 6    | 1    | 1     | 0     | 0          | 0          | 0         | 0         | 0      | 0      | 7     | 1     |
| Хаддерсфилд Таун (аренда) | 1996/97          | 3    | 0    | 0     | 0     | 0          | 0          | —         | —         | —      | —      | 3     | 0     |
| Хаддерсфилд Таун (аренда) | Итого            | 3    | 0    | 0     | 0     | 0          | 0          | 0         | 0         | 0      | 0      | 3     | 0     |
| Лутон Таун                | 1997/98          | 20   | 1    | 1     | 0     | 4          | 0          | —         | —         | 3      | 0      | 28    | 1     |
| Лутон Таун                | 1998/99          | 2    | 0    | 0     | 0     | 0          | 0          | —         | —         | 0      | 0      | 2     | 0     |
| Лутон Таун                | Итого            | 22   | 1    | 1     | 0     | 4          | 0          | 0         | 0         | 3      | 0      | 30    | 1     |
| Маклсфилд Таун            | 1998/99          | 12   | 2    | 1     | 0     | 0          | 0          | —         | —         | 0      | 0      | 13    | 2     |
| Маклсфилд Таун            | 1999/00          | 36   | 1    | 2     | 0     | 2          | 0          | —         | —         | 1      | 1      | 41    | 2     |
| Маклсфилд Таун            | Итого            | 48   | 3    | 3     | 0     | 2          | 0          | 0         | 0         | 1      | 1      | 54    | 4     |
| Рочдейл                   | 2000/01          | 12   | 1    | 1     | 0     | 2          | 0          | —         | —         | 1      | 0      | 16    | 1     |
| Рочдейл                   | Итого            | 12   | 1    | 1     | 0     | 2          | 0          | 0         | 0         | 1      | 0      | 16    | 1     |
| Бангор Сити               | 2001/02          | 33   | 0    | ?     | ?     | —          | —          | —         | —         | 0      | 0      | 33+   | 0+    |
| Бангор Сити               | 2002/03          | 27   | 8    | ?     | ?     | —          | —          | —         | —         | 0      | 0      | 27+   | 8+    |
| Бангор Сити               | Итого            | 60   | 8    | 0+    | 0+    | 0          | 0          | 0         | 0         | 0      | 0      | 60+   | 8+    |
| Тотал Нетворк Солюшнз     | 2003/04          | 17   | 0    | ?     | ?     | —          | —          | —         | —         | 0      | 0      | 17+   | 0+    |
| Тотал Нетворк Солюшнз     | 2004/05          | 1    | 0    | ?     | ?     | —          | —          | —         | —         | 0      | 0      | 1+    | 0+    |
| Тотал Нетворк Солюшнз     | Итого            | 18   | 0    | 0+    | 0+    | 0          | 0          | 0         | 0         | 0      | 0      | 18+   | 0+    |
| Бангор Сити               | 2004/05          | 16   | 1    | ?     | ?     | —          | —          | —         | —         | 0      | 0      | 16+   | 1+    |
| Бангор Сити               | Итого            | 16   | 1    | 0+    | 0+    | 0          | 0          | 0         | 0         | 0      | 0      | 16+   | 1+    |
| Рил                       | 2004/05          | 14   | 0    | ?     | ?     | —          | —          | —         | —         | 0      | 0      | 14+   | 0+    |
| Рил                       | Итого            | 14   | 0    | 0+    | 0+    | 0          | 0          | 0         | 0         | 0      | 0      | 14+   | 0+    |
| Эйрбас Юкей               | 2006/07          | 0    | 0    | ?     | ?     | —          | —          | —         | —         | 0      | 0      | 0+    | 0+    |
| Эйрбас Юкей               | Итого            | 0    | 0    | 0+    | 0+    | 0          | 0          | 0         | 0         | 0      | 0      | 0+    | 0+    |
| Всего за карьеру          | Всего за карьеру | 210  | 15   | 6+    | 0+    | 14         | 0          | 3         | 1         | 5      | 1      | 238+  | 17+   |

## Достижения
«Манчестер Юнайтед»
- Обладатель Молодёжного кубка Англии: 1992[2]

Личные достижения
- Игрок сезона в валлийской Премьер-лиге: 2002/03[9]